# Harri Hedgren
Harri Hedgren (nascido em 17 de abril de 1959) é um ex-ciclista olímpico finlandês. Representou sua nação nos Jogos Olímpicos de Verão de 1984, na prova individual de corrida em estrada.